# أولاد رافع التحتانيين (أولاد الشيخ)
أولاد رافع التحتانيين هو دُوَّار يقع بجماعة الرافعية، إقليم قلعة السراغنة، جهة مراكش آسفي في المملكة المغربية. ينتمي الدوّار لمشيخة أولاد الشيخ التي تضم 10 دواوير. يقدر عدد سكانه بـ 267 نسمة حسب الإحصاء الرسمي للسكان والسكنى لسنة 2004.

## روابط خارجية
- البوابة الوطنية للجماعات الترابية
- المندوبية السامية للتخطيط